# Prix Max Cukierman
Der prix Max Cukierman (culture yiddish) oder Prix de Yiddish Max Cukierman (dt.: Max-Cukierman-Preis (jiddische Kultur), engl.:Max Cukierman Yiddish Culture Award oder Max Cukierman Award for Yiddish culture) ist ein französischer Kulturpreis, der vom Conseil représentatif des institutions juives de France jährlich für Beiträge zur jiddischen Kultur vergeben wird.

## Auslober
Auslober und Veranstalter des Preises ist der Conseil représentatif des institutions juives de France (Dachverband jüdischer Organisationen in Frankreich). Voraussetzung ist eine Leistung mit Inhalten zur jiddischen Kultur und Sprache. Der Preis hängt nicht von Staatsangehörigkeit oder Wohnsitz ab. Roger Cukierman und sein Bruder Henri Cukierman haben diesen Preis im Jahre 1982 zu Ehren ihres Vaters Max Cukierman geschaffen.

## Geschichte
Der Prix Max Cukierman wurde nach Max Cukierman benannt. Max Cukierman (eigentlich Chil Majer Cukierman, * in Ożarów) war ein aus Polen stammender Regenmantelfabrikant, der 1932 nach Frankreich gezogen war. Alle Verwandten der Familie, die in Polen blieben, wurden bei der Besatzung durch die Deutschen ab 1939 in Treblinka vergast. Max Cukierman war in Paris als Vorsitzender im Freundeskreis Ożarów – „seinem Schtetl“ («son shtetl») – tätig. Er war zudem Vize-Präsident der Fédération des sociétés juives. Weiter war Cukierman zusammen mit Jaques Orfus Generalsekretär der Sionistes généraux. Auch war Cukierman Vorsitzender der Organisation zur Bildung von Sommerlagern in Israel. Cukierman war auch Vorsitzender von Unzer Wort (jiddisch אונדזער װאָרט; dt.: Unser Wort), einer jiddischsprachigen Tageszeitung, die bis in die 1990er-Jahre Bestand hatte.

## Juroren
Die Jury setzte sich seit 2006 aus folgenden Personen zusammen:
- Henri Minczeles (Vorsitzender, * 1926 in Paris[2]) Journalist, Historiker
- Lise Amiel Gutmann
- Rachel Ertel
- Claude Hampel
- Bernard Kanovitch
- Samuel Pisar
- Ady Steg
- Elie Wiesel

## Preisträger
Mit dem Preis wurden u. a. ausgezeichnet:
- 2002 Cyrille Fleischman (1941–2010), Jurist und Schriftsteller[3]
- 2006 Max Kohn, Psychoanalytiker[4]
- 2008 Jacinta, Sängerin, Leiterin des Chors Jacinta's Zingers[5]
- 2009 Lise Amiel-Gutmann, Journalistin und Professorin für Jiddisch[6]
- 2010 Nathan Weinstock, Autor und Übersetzer, Jurist und Kriminologe[7]
- 2011 Anne Szulmajster-Celnikier, Linguistin und Anthropologin[8]
- 2012 Jean-Claude Grumberg, Schriftsteller, Drehbuchautor und Schauspieler[9]
- 2013  Robert Bober, Schriftsteller und Filmemacher[10]
- 2014  Carole Ksiazenicer-Matheron, Schriftstellerin[11]